# Tapering
Tapering bezeichnet die Reduktion des Trainingsumfangs vor einer großen Ausdauerbelastung (Wettkampf). Der Begriff ist vom englisch Begriff „Tapering“ („Zuspitzung“ oder „Reduktion“) abgeleitet.
Der Umfang des Taperings wird unterschiedlich gehandhabt und es gibt hier keine Regeln. Grundsätzlich kann wohl gesagt werden, dass die Dauer der Vorbereitung gegensätzlich zur Dauer der Wettkampf-Belastung steht.
Während der letzten zwei oder drei Wochen vor einem Wettkampf reduzieren Ausdauersportler (z. B. Marathon, Schwimmen, Duathlon oder Triathlon) üblicherweise ihren Trainingsumfang und pausieren im Amateurbereich manchmal auch tagelang völlig, damit sich der Körper von der harten Trainingsbelastung noch einmal erholen kann und kleinere Verletzungen kuriert werden. Gemischt mit gezielten Trainingsreizen soll der Körper dann optimal vorbereitet in den Wettkampf starten.
Bei Sportarten mit kurzer, intensiver Belastung (z. B. Gewichtheber, Sprintläufer) dauern die Taper-Perioden üblicherweise länger. Tapering soll auch die Menge der aeroben Enzyme sowie des Muskelglykogens erhöhen.
Parallel erfolgt in dieser Zeit auch oft gezielte Ernährung (z. B. Carboloading), um die Nährstoffspeicher im Körper zu füllen.

## Tapering im Kontext der Finanzwirtschaft
Im Kontext der Finanzwirtschaft bedeutet Tapering eine Reduktion expansiver Geldpolitik bzw. eine Rückführung oder Beendigung der Niedrigzinspolitik durch die jeweilige Zentralbank. Meist handelt es sich dabei um eine Verminderung der Quantitativen Lockerung, die auch als Quantitative Tightening bezeichnet wird, also eine Reduktion der Staatsanleihenkäufe, manchmal auch um eine Anhebung des Leitzinses oder um einen Verkauf von Staats- und Unternehmensanleihen sowie von Aktien und anderen Wertpapieren als Maßnahmen zur Einleitung einer restriktiven Geldpolitik. Steigen als Reaktion auf die Reduktion der Anleihekäufe einer Zentralbank die Zinssätze der Staatsanleihen stark an, sprechen Fachleute von einem Taper tantrum.